# 2019–2020-as spanyol női labdarúgó-bajnokság (első osztály)
A 2019–2020-as spanyol női labdarúgó-bajnokság első osztálya (hivatalos nevén: Primera División, vagy Primera Iberdrola) a spanyol női országos bajnokságok 32. szezonja, melyet tizenhat csapat részvételével 2019. szeptember 5-én indítottak. A 2020. május 6-án a koronavírus-járvány miatt félbeszakított bajnokságot a Barcelona együttese nyerte.

## A bajnokság csapatai

### Csapatváltozások
| Kiesett a másodosztályba  | Feljutott az első osztályba  |
| ------------------------- | ---------------------------- |
| Málaga Fundación Albacete | Deportivo La Coruña CD Tacón |

### Csapatok adatai
| Klub                | Település           | Stadion                         | Férőhely | Vezetőedző             | 2018–19-es helyezés |
| ------------------- | ------------------- | ------------------------------- | -------- | ---------------------- | ------------------- |
| Athletic Bilbao     | Bilbao              | Lezama Facilities               | 3 200    | Ángel Villacampa       | 5.                  |
| Atlético Madrid     | Madrid              | Wanda Alcalá de Henares         | 2 700    | José Luis Sánchez Vera | 1.                  |
| Barcelona           | Barcelona           | Johan Cruyff Stadion            | 6 000    | Lluís Cortés           | 2.                  |
| Deportivo La Coruña | A Coruña            | Cidade Deportiva de Abegondo    | 1 000    | Manu Sánchez           | 1. 2D               |
| Espanyol            | Barcelona           | Ciutat Esportiva Dani Jarque    | 1 500    | Jordi Ferrón           | 9.                  |
| Granadilla          | Granadilla de Abona | La Hoya del Pozo                | 3 000    | David Amaral           | 4.                  |
| Levante             | Valencia            | Ciudad Deportiva de Buñol       | 600      | María Pry              | 3.                  |
| Logroño             | Logroño             | Estadio Las Gaunas              | 15 902   | Héctor Blanco          | 11.                 |
| Madrid CFF          | Madrid              | Nuevo Matapiñonera              | 3 000    | Óscar Fernández        | 13.                 |
| Rayo Vallecano      | Madrid              | Ciudad Deportiva Rayo Vallecano | 2 000    | Irene Ferreras         | 12.                 |
| Real Betis          | Sevilla             | Ciudad Deportiva Luis del Sol   | 1 300    | Pier Luigi Cherubino   | 6.                  |
| Real Sociedad       | San Sebastián       | Campo José Luis Orbegozo        | 2 500    | Gonzalo Arconada       | 7.                  |
| Sevilla             | Sevilla             | Viejo Nervión                   | 7 500    | Cristian Toro          | 10.                 |
| Sporting Huelva     | Huelva              | La Orden                        | 1 500    | Antonio Toledo         | 14.                 |
| CD Tacón            | Madrid              | Ciudad Real Madrid              | 1 000    | David Aznar            | 1. 2D               |
| Valencia            | Valencia            | Ciudad Deportiva de Paterna     | 2 250    | Óscar Suárez           | 8.                  |

## Tabella
| #   | Csapat                | M  | GY | D | V  | G+ – G– | GK  | P  | Megjegyzések                 |
| --- | --------------------- | -- | -- | - | -- | ------- | --- | -- | ---------------------------- |
| 1.  | Barcelona B KGY       | 21 | 19 | 2 | 0  | 86–6    | +80 | 59 | Bajnokok Ligája (csoportkör) |
| 2.  | Atlético Madrid CV    | 21 | 15 | 5 | 1  | 43–17   | +26 | 50 | Bajnokok Ligája (csoportkör) |
| 3.  | Levante               | 21 | 14 | 3 | 4  | 40–21   | +19 | 45 |                              |
| 4.  | Deportivo La Coruña Ú | 21 | 11 | 4 | 6  | 46–38   | +8  | 37 |                              |
| 5.  | Athletic Bilbao       | 21 | 10 | 5 | 6  | 30–23   | +7  | 35 |                              |
| 6.  | Real Sociedad         | 21 | 9  | 6 | 6  | 33–26   | +7  | 33 |                              |
| 7.  | Logroño               | 21 | 8  | 5 | 8  | 31–41   | −10 | 29 |                              |
| 8.  | Rayo Vallecano        | 21 | 7  | 7 | 7  | 24–33   | −9  | 28 |                              |
| 9.  | Granadilla            | 21 | 6  | 6 | 9  | 24–35   | −11 | 24 |                              |
| 10. | CD Tacón Ú            | 21 | 6  | 5 | 10 | 33–48   | −15 | 23 |                              |
| 11. | Sevilla               | 21 | 6  | 4 | 11 | 25–33   | −8  | 22 |                              |
| 12. | Real Betis            | 21 | 4  | 8 | 9  | 25–33   | −8  | 20 |                              |
| 13. | Madrid CFF            | 21 | 5  | 4 | 12 | 22–45   | −23 | 19 |                              |
| 14. | Sporting Huelva       | 21 | 5  | 3 | 13 | 13–36   | −23 | 18 |                              |
| 15. | Valencia              | 21 | 3  | 8 | 10 | 21–28   | −7  | 17 |                              |
| 16. | Espanyol              | 21 | 0  | 5 | 16 | 13–46   | −33 | 5  |                              |

Utolsó frissítés: 2020. május 30. 
Forrás: RFEF 
A rangsorolás alapszabályai: 1. összpontszám, 2. egymás elleni eredmények összpontszáma, 3. gólkülönbség, 4. szerzett gólok száma.
(B): Bajnokcsapat, (K): Kieső csapat, (F): Feljutó csapat, (I): Kupainduló, (R): A rájátszás győztese, (KGY): Kupagyőztes

## A góllövőlista élmezőnye
| H. | Játékos          | Klub                | Gól |
| -- | ---------------- | ------------------- | --- |
| 1  | Jennifer Hermoso | Barcelona           | 23  |
| 2  | Asisat Oshoala   | Barcelona           | 20  |
| 3  | Peke Barea       | Deportivo La Coruña | 14  |
| 4  | Oriana Altuve    | Real Betis          | 13  |
| 5  | Jade Boho        | Logroño             | 12  |
| 6  | Nahikari García  | Real Sociedad       | 11  |
| 7  | Alexia Putellas  | Barcelona           | 10  |
| 7  | Gaby             | Deportivo La Coruña | 10  |
| 9  | Ángela Sosa      | Atlético Madrid     | 9   |
| 9  | Lucía García     | Athletic Bilbao     | 9   |